# Martin von Cochem

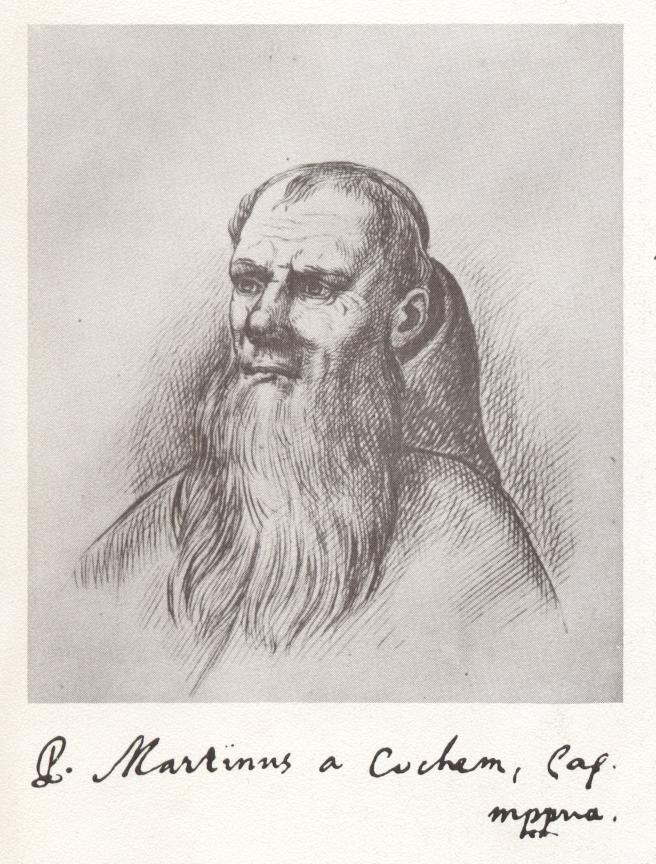
Portraitzeichnung, Eduard von Steinle zugeschrieben; darunter Unterschrift von Pater Martinus a Cochem

Martin von Cochem OFMCap  (auch Pater Martinus von Kochem, latinisiert auch Martinus Linius Cochemensis), Geburtsname Martin Linius (* 13. Dezember 1634 in Cochem an der Mosel; † 10. September 1712 in Waghäusel) war ein deutscher katholischer Priester, Kapuziner, Volksmissionar sowie als „Volksschriftsteller“ Autor zahlreicher religiöser Bücher, die eine weltweite Verbreitung fanden.

## Leben und Wirken
Martin Linius war der Sohn des aus Bernkastel stammenden und in Cochem ansässigen Kaufmanns und Hutmachers Matthias Linius (* um 1599) und dessen zweiter Ehefrau Margaretha geb. Geimer (um * 1614; † nach 1663). Martin hatte eine Schwester namens Anna Maria Linius (1658–1729), die Martin „Anna Mariele“ nannte und die den Cochemer Apotheker Johann Franz Gerhardi (1645–1729) heiratete.
Der junge Mann zeichnete sich schon in der Schule durch seine Begabung aus, insbesondere seine Kenntnisse in Latein, Griechisch und Französisch. Er trat in seiner Heimatstadt in den Kapuzinerorden ein und durfte bei der Einkleidung in Aschaffenburg am 2. März 1653 seinen Taufnamen Martin behalten. Nach Kapuzinerbrauch fügte er diesem seinen Geburtsort Cochem bei, so dass er von nun an Martin von Cochem genannt wurde. 1657 wurde er zum Priester geweiht. Ab 1658 hielt sich Pater Martin im Kapuzinerkloster Aschaffenburg auf, wo sein Lesemeister und Scholastiklehrer Richard von Mainz war. 1663 vollendete er seine theologischen Studien.
Martin von Cochem wirkte ab 1664 als Lesemeister der „Weltwissenschaft“ (das heißt der nichttheologischen Fächer) seines Ordens in Mainz. Hier erschien im Pestjahr 1666 sein Erstlingswerk Kinder-Büchlein, eine kleine, auf Kinder zugeschnittene Katechismusausgabe. Der Verleger Wilhelm Friessem (1600–1668) in Köln war davon so begeistert, dass er dem Orden riet, den Autor für die religiöse Schriftstellerei freizustellen. Auch der Mainzer Kurfürst Anselm Franz von Ingelheim war von Martins „Kinderlehrbüchlein“ angetan. Im Zuge der Katholischen Reform ließ er es in den Pfarreien und Schulen seines Erzbistums einführen. Zudem betraute der Erzbischof Pater Martin mit der Bearbeitung des Gesangbuches („Cantuale“) für den Mainzer Sprengel.
Ab 1668 lebte Pater Martin im Kloster Bensheim und war dort als Pfarrprediger, Katechet und Beichtvater tätig. Zusammen mit dem Aschaffenburger Pater Barnabas von hatte er zudem den Auftrag erhalten, ein Zeremoniale für die Ordensprovinz der Kapuziner auszuarbeiten. 1670 ist er im Wallfahrtskloster Nothgottes bei Rüdesheim bzw. Bingen belegt, von 1675 bis 1678 im Konvent von Königstein, wo die Einwohner zunächst dem Protestantismus zugetan waren und er u. a. auch die Soldaten der dortigen Kurmainzer Festung betreute. Zudem war er auch als „Täufer“ in Reichenberg im Taunus tätig.
1677 publizierte er in Königstein sein bekanntes Werk Leben Christi. Dieses der Kaiserin Eleonore Magdalene von der Pfalz gewidmete Buch ist als Hausbuch konzipiert. Es erreichte schon zu Martin von Cochems Lebzeiten 40 Auflagen, erfuhr aber auch Kritik von Seiten einiger akademischer Theologen. Sie tadelten, dass das Leben Jesu dem Leser als „Erbauungsbuch“, also zur Stärkung seiner Frömmigkeit, vor Augen gestellt wird, und sie bemängelten die populärwissenschaftliche Art der Darstellung.
1678 wurde Martin von Cochem in das Kloster Dieburg versetzt. Dort betraute ihn der Mainzer Erzbischof Anselm Franz von Ingelheim kurz nach Abschluss der Neufassung des Mainzer Gesangbuches („Cantuale“) am 4. September 1682 mit der Aufgabe eines diözesanen Visitators des Aschaffenburger Kommissariats, eines der Kommissariate, in die sich das Erzbistum Mainz gliederte. Er war vor allem für die Pfarreien im Spessart zuständig. Gleichzeitig übte er von Dieburg aus auch die Seelsorge im Kondominat Umstadt aus, wo schwierige Verhältnisse vorlagen. Die Herrschaft war unter protestantischen Regierungen dreigeteilt, der katholische Graf zu Löwenstein besaß jedoch die niedere Gerichtsbarkeit und ließ daher in seinem Schloss Habitzheim von den Dieburger Kapuzinern – darunter auch Martin von Cochem – katholische Gottesdienste abhalten. Hier arbeitete Pater Martin eng mit Graf Maximilian Karl zu Löwenstein zusammen, der auch Hauptmann der Leibgarde von Kaiserin Eleonore war und 1711 der erste Fürst zu Löwenstein wurde. 1687 und 1688 lebte Martin von Cochem im Kapuzinerkonvent Koblenz-Ehrenbreitstein, wo das „Erste History-Buch“ und 1690 das „Andere History-Buch“ erschienen. 1689 hielt er sich in Bernkastel an der Mosel auf.
1689 verließ er auf Geheiß des Provinzials die durch Ludwig den XIV. gebrandschatzte Rheinische Kapuzinerprovinz und begab sich ins Kloster Günzburg, das der Tiroler Kapuzinerprovinz angehörte. Nach einem Zwischenaufenthalt im Kloster Mariahilf traf er Anfang 1693 in Prag ein und ließ sich im dortigen Loretokloster nieder. Die Prager Zeit war sehr fruchtbar für sein schriftstellerisches Schaffen. Hier verfasste er sein Prager Lauretten Büchlein und seine Messerklärung; letztere erlebte bis 1957 zahlreiche Auflagen und Übersetzungen.
Ab 1696 oder 1697 wirkte Martin von Cochem wieder in der Heimat, nun in Walldürn im Odenwald, wo sein Orden die Hl.-Blut-Wallfahrt betreute und Martin vor allem an seiner „Meeßerklärung“ arbeitete. 1698 berief ihn der Speyerer Bischof und Kurfürst von Trier Johann Hugo von Orsbeck zu seinem Bevollmächtigten und Visitator für das nach dem Tod Ludwigs XIV. befriedete Erzstift bzw. Bistum Trier. Als solcher erließ er unter anderem Verordnungen für die Stadt Kamberg im Westerwald, etwa in Bezug auf Zeitpunkt und Durchführung von Messen, Feiertagsregelungen oder Kauf- und Verkaufsverbote für Juden.
Am 27. August 1700 versetzte das Provinzkapitel Martin von Cochem als Prediger und Beichtvater zurück in die Rheinische Provinz ins Kloster Waghäusel bei Speyer. Mit Unterbrechungen in Bernkastel (1701), Aschaffenburg (1705) und Mainz (1708 bis 1709) verbrachte er dort den Lebensabend, schrieb weiter an einer Chronik und verfasste sein letztes Buch. Zuletzt war er schwerhörig und musste sich, besonders im Beichtstuhl, eines Hörrohrs bedienen. Ein Sturz auf der Treppe zur Bibliothek fesselte ihn ans Bett. Bald darauf starb er.
In der Klostergruft unter der Wallfahrtskirche Waghäusel setzte man ihn bei. Später kamen die Gebeine der dort bestatteten Kapuziner auf den angrenzenden Friedhof. Dort ruhen vermutlich auch die Überreste von Pater Martin; die genaue Stelle ist unbekannt.

## Nachleben
Anlässlich seines 200. Todestages wurde 1912 in der Kirche eine Gedenktafel mit seinem Bildnis angebracht, gestaltet von dem Karlsruher Bildhauer Jakob Blaser, später Benediktiner in Münsterschwarzach.
Der Literaturhistoriker Wilhelm Kahle schrieb über Martin von Cochem:
„Dieser Kapuziner hat wirklich Volk in sich. Alle Töne des Herzens sind ihm gegeben. Er kann erschüttern und hinreißen, er kann Idyllen malen und tragische Szenen hinstellen. Er weiß, was das Volk will: Anschaulichkeit und Greifbarkeit auch bei fernen und abstrakten Dingen. So weiß er Landschaften zu malen und Örtlichkeiten zu zeichnen, Personen in Rundheit hinzusetzen mit allen kleinen Zügen des Lebens. Damit wäre er in etwa als Literat gekennzeichnet. Seine ungeheure Wirkung verdankt er aber seiner innigen Tiefe mit seiner religiösen Kernigkeit und Echtheit, fern von der flüchtigen Sentimentalität und der ästhetischen Wortmacherei, die man so oft im religiösen Schrifttum findet. Er schreibt nur volkstümliche Werke: Legenden, Volksbücher, wie Leben Jesu, Leben Mariä, Leben der Heiligen, Erklärung des Messopfers, Myrrhengarten, Baumgarten. Teile seiner Werke sind in neuer Bearbeitung heute noch im Volke lebendig“.
Martin von Cochems Schriften erfreuten sich gut 300 Jahre lang einer großen Popularität und wurden immer wieder neu herausgegeben, sprachlich modernisiert oder auf andere Weise bearbeitet. Insbesondere seit dem tiefgreifenden Wandel der religiösen Praxis nach dem Zweiten Vatikanischen Konzil sind sie aus dem religiösen Leben aber weitestgehend verschwunden und eher von historischem und sprachgeschichtlichem Interesse. Lediglich in konservativen Gruppen, die die Liturgiereform ablehnen, werden seine Schriften noch heute gelesen, so brachte etwa der zur Piusbruderschaft gehörende Sarto-Verlag eine Neuauflage der Erklärung des heiligen Meßopfers (2011 und 2019) heraus.

## Varia
- In seinem Geburtsort Cochem befindet sich an seinem Geburtshaus in der Liniusstraße eine Gedenktafel. Zudem ist nach ihm das Martin-von-Cochem-Gymnasium und das Pfarrheim in Waghäusel benannt.

- Der Text des Marienliedes Ein schöne Ros aus heilgem Land blüht in dem Paradiese stammt von Martin von Cochem. Es ist in diversen Diözesananhängen des katholischen Gotteslob-Gesangbuches enthalten u. a. in der Diözese Speyer (Lied Nr. 888).

- Rudolf Kreis macht darauf aufmerksam, dass Martin von Kochem in seinem Werk über das Leben Jesu alle antijüdischen Stereotypen bedient und bis zum Exzess ausmalt. Die Leidensgeschichte Jesu wurde auf „mehr als das 30fache“ des Evangeliums ausgemalt. Der Schwerpunkt liegt bei der Beschuldigung der Juden. Das 1712 erschienene Werk erlebte viele Auflagen (siehe z. B. deutsche digitale Bibliothek), die letzte 1912. Viele Generationen wurden also durch dieses Volksbuch antijüdisch beeinflusst.[5]

- In Ruppertshütten im Spessart erinnert man sich bis heute an die kulturellen und wirtschaftlichen Aufbauleistungen des Geistlichen in diesem Ort, durch die Errichtung einer Kirche, einer Schule und einer Glashütte.[6]

## Schriften (Auswahl)
- Größeres Krankenbuch, denen Gesunden so wohl als Krancken sehr nutz- und nothwendig. Johann Melchior Boncard, Frankfurt 1686.
- Guldener Himmels-Schlüssel. 1689 (Gebetsbuch).
- Der grosse Baum-Garten, abgekürzt in grossem Druck. Darin ... Morgens- und Abends- ... Gebetter, wie auch zum hochwürdigsten Sakrament des Altars und der allerheiligsten Dreyfaltigkeit. Häffner, Frankfurt am Main 1763 (Digitalisat)
- Neues Ablaß-Büchlein. Darinnen Außführlich erklärt wird, was der Ablaß seye, wie vile Peinen deß Fegfeurs er abtrage; Bencard, Dillingen, 1693; (Digitalisat)
- Das Große Leben Christi oder Ausführliche, andächtige und bewegliche, ganz Vollkommene Beschreibung Des allerheiligsten Lebens und bittern Leidens Unseres Herrn Jesu Christi Und seiner glorwürdigsten Lieben Mutter Mariae […]. (Erstmals erschienen Frankfurt am Main, gedruckt bei Zubrodt 1677, letzte von Martin von Cochem besorgte Ausgabe: 1707) Dargestellt durch Pater Martinus von Kochem, Kapuziner. (Bernkastel 1689) Mit Nützlicher Anhang zu dem Großen Leben Christi. Von den Vier letzten Dingen des Menschen, nämlich: Von Tod, Gericht, Hölle und Himmelreich. (S. 942–1103) Neu herausgegeben von Pater Gaudentius Koch, desselben Ordens, unter dem Titel Das Buch von der Schöpfung bis zum Himmelreich […]. Sankt-Augustinus-Verlag, Franz W. Drees, Köln am Rhein/München 1912 (mit biografischen Angaben zu Pater Martin von Kochem, S. LI–LVIII).
- Meeßerklärung über Höhnig süß. Köln 1700
- Der Mittlere Guldene Himmels-Schlüssel, in mittlern Druck: Oder Sehr nutzliches und Trostreiches Gebett-Buch: Darinnen kräfftig- und andächtige Morgens- und Abends- Meß- Beicht- und Communion-Gebetter: Wie auch zum Hochwürdigen Sacrament, und der heiligen Dreyfaltigkeit ... ; Zum sonderlichen Gebrauch des andächtigen Weiber-Geschlechts Verlegts Joh. Pet. Wolffs seel. Erben, Nürnberg 1747 (Digitalisat)
- Der große Baum-Garten, abgekürzt im großen Druck : Darinn kräfftige Morgen- und Abend- Meß- Vesper- Beicht- und Communion-Gebethe, wie auch zum Hochwürd. Sakrament des Altars und Der H. H. Dreyfaltigkeit, zu Christo, der Mutter Gottes und den Heiligen, zum h. Antonio, h. Joseph, und h. Anna etc. Zu allen Groß-Festen und anderen sonderlichen Festtagen. Für Lebendige, Kranke, Sterbende, und Abgestorbene, sammt den sieben Bußpsalmen, und vierzehn Litaneyen enthalten. Mit den kleinen Tagzeiten von der unbefleckten Empfängniß der Mutter Gottes, Bruderschaft der Marianischen Liebesversammlung und Bruderschaft der Todesangst vermehret. Münster in Westphalen : Gedruckt und zu finden bey Ant. Wilh. Aschendorf, gnädigst Privilegirten Buchdrucker, [1793] (Digitalisat)
- Der kleinere Baum-Garten : in größerm Druck, darin Morgen- Abend- Meß- Vesper- Beicht- und Communiongebethe, Gebethe zu dem hochwürdigen Sakrament des Altars und der allerheiligsten Dreifaltigkeit, zu Christo und dem bittern Leiden, ... nebst acht Litaneien enthalten sind. Anton Wilhelm Aschendorff, Münster 1800 (Digitalisat)
- Erklärung des heiligen Meßopfers. Vollständiges Meß- und Gebetbuch. von dem ehrwürdigen P. Martin von Cochem. Nebst einem Anhang enthaltend: vier Meßandachten, eine Beicht- und eine Kommunionandacht. Nneu bearbeitet von einem Priester der Diözese mit Druckbewilligung des Hochw. Bischofs von Chur. Verlagsanstalt Benzinger, Einsiedeln 1897; weitere Ausgaben unter anderem: Steffen, Limburg/Lahn 1955; Nachdrucke: Sarto Verlag, Bobingen 2019, ISBN 978-3-96406-013-6.

## Belege
1. ↑  DNB Webseite zu Wilhelm Friessem
2. ↑  Martin von Cochem: Das grosse Leben Christi. Oder: Außführliche, andächtige und bewegliche, gantz Vollkommene Beschreibung Deß Allerheiligsten Lebens und bittern Leidens unsers Herrn Jesu Christi, Und seiner Glorwürdigsten Lieben Mutter Mariae (Digitalisat der Humboldt-Universität zu Berlin der von Johann Mayer, Mainz und Frankfurt am Main 1737 verlegten Ausgabe).
3. ↑  Zum Aschaffenburger Kommissariat zur Zeit von Martin von Cochem siehe Georg May: Die Organisation von Gerichtsbarkeit und Verwaltung in der Erzdiözese Mainz vom hohen Mittelalter bis zum Ende der Reichskirche, Band 2: Die Kommissariate. Gesellschaft für Mittelrheinische Kirchengeschichte, Mainz 2004, ISBN 3-929135-44-2, S. 898–954, hier S. 926–938.
4. ↑  Wilhelm Kahle: Geschichte der deutschen Dichtung. 3., erweiterte und verbesserte Auflage. Verlag Regensberg, Münster 1958, S. 129.
5. ↑  Rudolf Kreis: Antisemitismus und Kirche. In den Gedächtnislücken deutscher Geschichte mit Heine, Freud, Kafka und Goldhagen. Rowohlts Enzyklopädie, Hamburg 1999, ISBN 3-499-55633-2, S. 64–73.
6. ↑  Römer aufgerufen am 15. September 2022

| Personendaten    | Personendaten                                                                          |
| ---------------- | -------------------------------------------------------------------------------------- |
| NAME             | Martin von Cochem                                                                      |
| ALTERNATIVNAMEN  | Linius (Geburtsname)                                                                   |
| KURZBESCHREIBUNG | deutscher katholischer Priester des Kapuzinerordens und religiöser Volksschriftsteller |
| GEBURTSDATUM     | 13. Dezember 1634                                                                      |
| GEBURTSORT       | Cochem                                                                                 |
| STERBEDATUM      | 10. September 1712                                                                     |
| STERBEORT        | Waghäusel                                                                              |